# Sound & Color
Sound & Color é o segundo álbum de estúdio da banda norte-americana Alabama Shakes, lançado a 21 de abril de 2015 através da ATO Records, MapleMusic Recordings e Rough Trade Records. O disco estreou na primeira posição da tabela musical dos Estados Unidos, Billboard 200, com 97 mil cópias vendidas.

## Desempenho nas tabelas musicais

### Posições
| Tabela musical (2015)            | Melhor posição |
| -------------------------------- | -------------- |
| Alemanha - Official Top 100      | 28             |
| Austrália - ARIA Albums Chart    | 6              |
| Áustria - Ö3 Austria Top 40      | 52             |
| Bélgica - Ultratop 50 (Flandres) | 12             |
| Bélgica - Ultratop 50 (Valónia)  | 40             |
| Canadá - Canadian Albums         | 1              |
| Espanha - PROMUSICAE             | 46             |
| Estados Unidos - Billboard 200   | 1              |
| França - SNEP                    | 41             |
| Nova Zelândia - NZ Top 40 Albums | 15             |
| Irlanda - Top 100 Artist Album   | 12             |
| Portugal - Top 30 Artistas       | 27             |
| Reino Unido - UK Albums Chart    | 6              |
| Suécia - Sverigetopplistan       | 37             |
| Suíça - Schweizer Hitparade      | 10             |

### Certificações
| País           | Provedor | Certificação |
| -------------- | -------- | ------------ |
| Estados Unidos | RIAA     | Ouro         |